# Skupina
Skupina je lahko:
- skupnost posameznikov v omejenem območju, katere druži isto zanimanje, prepričanje, motivacija, dejavnost,... (npr. glasbena skupina).

- skupnost posameznikov, ki jih na spletnem družbenem omrežju druži isto zanimanje, prepričanje, motivacija, cilji.

- več med seboj povezanih podjetij, od katerih je lahko eno matična družba, ostale pa hčerinske, ki jih povezujejo delovanje na istem področju ali pa podobni poslovni interesi in cilji.

- v živalskem svetu, kot na primer čreda, trop, jata pa predstavlja bolj ali manj ločeno množico osebkov določene vrste, ki naseljuje skupno območje. Življenje v skupini nudi tako večjo možnost preživetja, medsebojno pomoč kot tudi konkurenco v boju za hrano in prostor. Tudi spremembe v okolju npr. spremembe vremena ali podnebja, razmnoževalni procesi, lahko vplivajo na nastajanje skupin.